# 小俣雅子
小俣 雅子（おまた まさこ、1952年（昭和27年）6月19日 - ）は、日本のフリーアナウンサー、エッセイスト。元・文化放送アナウンサー。アップフロントクリエイト（アップフロントグループ）所属。血液型O型。山梨県都留市出身。山梨県立都留高等学校、東京学芸大学教育学部卒業。独身。

## 来歴・人物
1975年4月、文化放送にアナウンサーとして入社。1990年3月退社後、フリーとしてテレビやラジオ、講演、執筆活動など、幅広く活躍。1987年から2007年までの20年間『吉田照美のやる気MANMAN!』で、入社が1年先輩にあたる吉田照美とコンビを組んだ。
大学時代に、中学・高校の英語教員免許を取得。他に書道五段。福山雅治の大ファンと公言している（そのため、小俣が出演している『やる気MANMAN!』にも、最終回を含め数回、福山がゲスト出演している。特に最終回は福山が『やるMAN』のファンのため、照美が直接オファーした。福山もサラリーマン時代、やるMANのリスナーだった）。2008年4月、東京学芸大学客員教授、2013年4月、都留文科大学文学部国文科講師に就任。

## 現在までの連載など
- 月刊SAY（青春出版社）
- メトロガイド（日刊工業新聞社刊 帝都高速度交通営団・現 東京メトロの広報誌）連載中

## 出演番組

### 過去

#### ラジオ
- 電リク75（文化放送）[1]
- あの町 あの人 この話題（文化放送・NRN）[1]
- ダイナミックレーダー〜歌謡曲でいこう!〜（文化放送）
- 高島忠夫の気ままなジャンボ（文化放送）
- お元気ですか高島忠夫です（文化放送）[1]
- 鶴瓶の30分1本勝負!!（文化放送）
- 吉田照美のやる気MANMAN!（文化放送 1987年4月6日 - 2007年3月30日）
  - やっぱり危ない照美の小部屋（文化放送製作・NRN 「やるMAN」の一コーナー）
  - やる気大学（文化放送製作・NRN 「やるMAN」の一コーナー）
- 神保美喜のTea Lounge（文化放送 マンスリーゲスト）
- 高田純次の男・夕焼けまわり道（ニッポン放送 1991年10月 - 1992年3月）
- 裕司と雅子のガバッといただき!!ベスト30（ニッポン放送 1992年4月 - 2002年3月）
  - 裕司と雅子のガバッといただき!!60分（ニッポン放送製作・NRN 「ベスト30」を再編集した物）
- ラジオ・ケアノート（ニッポン放送 2009年10月12日 - 10月23日）
- ラジオ深夜便（NHKラジオ第1放送　2015年2月「ないとエッセイ・話し方で変わる人間関係・4回シリーズ」）

#### テレビ
- 朝だ!どうなる（フジテレビ）※唯一、テレビで司会を担当した番組
- タモリの音楽は世界だ!（テレビ東京）※解答者
- タモリ倶楽部（テレビ朝日）※進行役
- 奇跡体験!アンビリバボー（フジテレビ）※VTR出演
- アナウンサー対抗歌合戦（日本テレビ）※文化放送アナウンサー時代に出演
- ノンストップ!（フジテレビ）※ディノスの通販コーナー「いいものプレミアム」（いいものプレゼンター）

## 映画出演
- ゴジラ2000 ミレニアム - 本人役[2]

## 主な著書
- 『下心いっぱいのオムレツ』（青春出版社）
- 『棚からボタモチ床からもボタモチ』（青春出版社）
- 『ことばで美人になる話し方聞き方講座』（青春出版社）
- 『おまたまさこの満腹物語』（講談社） ※表紙のデザインはわたせせいぞうで、モデルは小俣雅子本人（自身が公言）。
- 『気分のいい日を「ことば」がつくる』(東京書籍、2008)

他『こちら葛飾区亀有公園前派出所』（秋本治作、集英社刊）のコミックス第76巻巻末コメントを書いた。

## 文化放送の同期
- 菅野詩朗